# Metopella angusta
Metopella angusta är en kräftdjursart som beskrevs av Robert Alan Shoemaker 1949. Metopella angusta ingår i släktet Metopella och familjen Stenothoidae. Inga underarter finns listade i Catalogue of Life.